# Урс
Урс (фр. Ource) је река у Француској. Дуга је 100 km. Улива се у Сену. 